# روسی (کومونه)
روسی (به ایتالیایی: Russi) یک منطقهٔ مسکونی در ایتالیا است که در استان راونا واقع شده‌است.

## خصوصیات
روسی ۴۶٫۱ کیلومترمربع مساحت و ۱۱٬۴۴۶ نفر جمعیت دارد.

## خواهرخوانده
شهرهای Saluggia، بوپفینگن و Podbořany خواهرخوانده‌های روسی (کومونه) هستند.